# Rosenheim vasútállomás
Rosenheim vasútállomás  egy vasútállomás Németországban, Rosenheim városban. Az 1876. április 19-én megnyílt állomáson napjainkban naponta 20 ezer utas fordul meg.

## Kapcsolódó vasútvonalak
A vasútállomásra az alábbi vasútvonalak futnak be:
- Rosenheim–Mühldorf-vasútvonal (0,0 km)
- Rosenheim–Kufstein-vasútvonal (0,0 km)
- München–Rosenheim-vasútvonal (64,87 km)
- Rosenheim–Salzburg-vasútvonal (0,0 km)
- Holzkirchen–Rosenheim-vasútvonal (37,2 km)

## Forgalom

### Távolsági forgalom
| Járat       | Útvonal | Útvonal | Gyakoriság                                                         |
| ----------- | --- | --- | ------------------------------------------------------------------ |
| RJX/RJ 90   | München – Rosenheim – Salzburg – Wien (– Budapest Keleti pu) | München – Rosenheim – Salzburg – Wien (– Budapest Keleti pu) | két vonatpár                                                       |
| IC 24       | Hamburg-Altona – Hamburg Hbf – Hannover – Göttingen – Kassel-Wilhelmshöhe – Fulda – Würzburg – Steinach – Ansbach – Augsburg – Pasing – München Ost – Rosenheim – Berchtesgaden                    | Hamburg-Altona – Hamburg Hbf – Hannover – Göttingen – Kassel-Wilhelmshöhe – Fulda – Würzburg – Steinach – Ansbach – Augsburg – Pasing – München Ost – Rosenheim – Berchtesgaden                    | egy vonatpár                                                       |
| ICE 11      | Berlin – Leipzig – Erfurt – Frankfurt – Mannheim – Stuttgart – München – Rosenheim – Kufstein – Innsbruck                                                                                          | Berlin – Leipzig – Erfurt – Frankfurt – Mannheim – Stuttgart – München – Rosenheim – Kufstein – Innsbruck                                                                                          | egy vonatpár (péntek/szombat) szezonális                           |
| ICE 11      | Hamburg-Altona – Hannover – Kassel-Wilhelmshöhe – Frankfurt – Mannheim – Stuttgart – München – Rosenheim – Kufstein – Innsbruck                                                                    | | egy vonatpár (péntek/szombat) szezonális                           |
| ICE 25      | Lübeck – Hamburg – Hannover – Kassel-Wilhelmshöhe – Würzburg – München Hbf – Rosenheim – Kufstein – Wörgl – Kitzbühel – Schwarzach-St. Veit                                                        | Lübeck – Hamburg – Hannover – Kassel-Wilhelmshöhe – Würzburg – München Hbf – Rosenheim – Kufstein – Wörgl – Kitzbühel – Schwarzach-St. Veit                                                        | egy vonatpár (péntek/szombat) szezonális                           |
| EC 32       | Wörthersee: (Münster (Westf) –) Dortmund – Essen – Duisburg – Düsseldorf – Köln – Koblenz – Frankfurt – Mannheim – Heidelberg – Stuttgart – Augsburg – München – Rosenheim – Salzburg – Klagenfurt | Wörthersee: (Münster (Westf) –) Dortmund – Essen – Duisburg – Düsseldorf – Köln – Koblenz – Frankfurt – Mannheim – Heidelberg – Stuttgart – Augsburg – München – Rosenheim – Salzburg – Klagenfurt | egy vonatpár                                                       |
| RJ/EC/IC 62 | Frankfurt – Heidelberg – | Stuttgart – Ulm – Augsburg – München – Rosenheim – Salzburg (– Klagenfurt / Graz) | kétóránként                                                        |
| RJ/EC/IC 62 | Saarbrücken – Mannheim – | Stuttgart – Ulm – Augsburg – München – Rosenheim – Salzburg (– Klagenfurt / Graz) | kétóránként                                                        |
| EC 89       | München – Rosenheim – Kufstein – Innsbruck – Bozen – Verona (– Venedig / Bologna – Rimini) | München – Rosenheim – Kufstein – Innsbruck – Bozen – Verona (– Venedig / Bologna – Rimini) | kétóránként                                                        |
| RJ 89       | München – Rosenheim – Kufstein – Innsbruck – St. Anton – Feldkirch | München – Rosenheim – Kufstein – Innsbruck – St. Anton – Feldkirch | egy vonatpár (szombat)                                             |
| NJ          | Innsbruck – Jenbach – Wörgl – Kufstein – Rosenheim – München – Augsburg – Nürnberg – | Würzburg – Göttingen – Hannover – Hamburg | egy-egy vonatpár                                                   |
| NJ          | Innsbruck – Jenbach – Wörgl – Kufstein – Rosenheim – München – Augsburg – Nürnberg – | Frankfurt – Mainz – Koblenz – Köln – Düsseldorf – Amsterdam | egy-egy vonatpár                                                   |
| NJ          | Venedig – Treviso – Conegliano – Pordenone – Udine – Tarvisio – Villach – | Salzburg – Rosenheim – München Ost – Stuttgart | egy-egy vonatpár                                                   |
| EN          | Zagreb – Lijubjana – Villach – | Salzburg – Rosenheim – München Ost – Stuttgart | egy-egy vonatpár                                                   |
| EN          | Rijeka – Lijubjana – Villach – | Salzburg – Rosenheim – München Ost – Stuttgart | egy-egy vonatpár                                                   |
| EN          | Budapest – Wien – | Salzburg – Rosenheim – München Ost – Stuttgart | egy-egy vonatpár                                                   |
| WB          | Wien – St. Pölten – Amstetten – Linz – Wels – Attnang-Puchheim – Vöcklabruck – Salzburg – Rosenheim – München Ost – München                                                                        | Wien – St. Pölten – Amstetten – Linz – Wels – Attnang-Puchheim – Vöcklabruck – Salzburg – Rosenheim – München Ost – München                                                                        | kétóránként körülbelül (6 vonatpár hétköznap, 5 vonatpár vasárnap) |

### Regionális forgalom
| Járat | Útvonal                                                                       | Gyakoriság                         |
| ----- | ----------------------------------------------------------------------------- | ---------------------------------- |
| RE 5  | München – Rosenheim – Prien a Chiemsee – Traunstein – Freilassing – Salzburg  | óránként                           |
| RB 44 | Rosenheim – Wasserburg – Mühldorf (– Neumarkt-St. Veit – Landshut)            | óránként                           |
| RB 54 | München – Bahnhof Grafing – Rosenheim – Kufstein                              | óránként                           |
| RB 58 | Rosenheim – Bad Aibling – Kreuzstraße – Holzkirchen (– Deisenhofen – München) | óránként (Csúcsidőben félóránként) |